# Massartella alegrettae
Massartella alegrettae is een haft uit de familie Leptophlebiidae. De wetenschappelijke naam van de soort is voor het eerst geldig gepubliceerd in 1943 door Ulmer.
De soort komt voor in het Neotropisch gebied.